# Халс, Сэмюэл
Сэр Сэмюэл Халс (Sir Samuel Hulse) (27 марта 1746/7, графство Гэмпшир — 1 января 1837) – британский военачальник, фельдмаршал (22 июля 1830).

## Военная карьера
Второй сын сэра Эдуарда Халса, 2-го баронета Халса (21 июня 1715-1 декабря 1800) и Ханны Вандерпланк (ум. 16 декабря 1803), дочери лондонского врача Сэмюэла Вандерпланка. Поступил на службу в 1-й гвардейский полк (1st Regiment of Footguards). В 1793 году стал командиром полка и участвовал в кампании во Фландрии.
Позже стал казначеем Принца Уэльского, а в 1830 году произведён в фельдмаршалы.
В отставке с 1820 по 1837 занимал должность губернатора Royal Hospital Chelsea.

## Воинские звания
- временное повышение (brevet) до чина полковника (20 ноября 1782)
- 2-й майор (12 марта 1789)
- 1-й майор (8 августа 1792)
- подполковник (30 апреля 1794)
- генерал-майор (12 октября 1794)
- генерал-лейтенант (1 января 1798)
- генерал (23 сентября 1803)
- фельдмаршал (22 июля 1830)